# Welford Road Stadium
Das Welford Road Stadium (durch Sponsorenvertrag offiziell Mattioli Woods Welford Road) ist ein Rugbystadion in der englischen Stadt Leicester, Grafschaft Leicestershire. Es ist die Heimspielstätte des Rugby-Union-Clubs Leicester Tigers. Es bietet auf seinen vier Rängen Platz für 25.849 Zuschauer. Damit ist es das größte von einem Verein genutzte Rugbystadion Englands, das einzig zu diesem Zweck erbaut wurde. Es befindet sich am südlichen Rand des Stadtzentrums zwischen der Aylstone Road und der Welford Road.

## Geschichte
Im Jahr 1891 pachteten die Tigers das Gelände und am 10. September 1892 fand das erste Spiel statt. Die ersten Tribünen entstanden 1893, das Clubhaus wurde 1909 eingeweiht. In den Jahren 1918 bzw. 1920 folgte der Bau der Tribünen Members' Stand und Crumbie Stand; diese Expansion führte beinahe zum Bankrott des Vereins. Den vorläufigen Abschluss bildete 1995 der Alliance & Leicester Stand, der heute den Namen Mattioli Woods Stand trägt.
Die Leicester Tigers bekundeten im Jahr 2005 ihre Absicht, das Stadion an der Welford Road aufzugeben und mit dem Fußballverein Leicester City das fast doppelt so große Walkers Stadium zu teilen. Den Vereinsverantwortlichen erschien das Welford Road Stadium als zu klein angesichts der gestiegenen Popularität des Rugby. Die beiden Vereine konnten sich aber nicht einigen, so dass der Plan aufgegeben wurde. Allerdings mieteten die Tigers gelegentlich das inzwischen in King Power Stadium umbenannte Stadion für Spiele, bei denen ein hoher Zuschaueraufmarsch zu erwarten war, namentlich bei Begegnungen im Heineken Cup.
Mitte der 2000er Jahre verfolgte der Verein den Plan, das eigene Stadion zu renovieren und von rund 16.815 auf 30.000 Plätze zu erweitern. 2007 wurden Pläne dafür veröffentlicht. Von 2008 bis 2009 wurde in einer ersten Bauphase eine neue Haupttribüne errichtet, die die Zuschauerkapazität von 16.815 auf 24.000 erhöhte. Seitdem finden die Spiele des Heineken Cup sowie des Nachfolgewettbewerbs European Rugby Champions Cup in der Welford Road statt.
Im Mai 2015 startete die zweite Phase der Stadionrenovierung. Der 1909 errichtete Clubhouse Stand (heute: Beehive Money Stand) im Westen mit 992 Plätzen (28 davon behindertengerecht) wird durch einen von AFL Architects entworfenen Neubau ersetzt. Der Zuschauerrang mit 3.100 Plätzen (62 behindertengerecht) für acht Millionen £ beherbergt u. a. die Büroräume des Vereins, die Hauptverkaufsstelle für die Eintrittskarten, eine Lounge für Dauerkartenbesitzer, einen Stadion-Kontrollturm zur Überwachung, eine große Videowand sowie Einkaufsläden, Imbissstände und Bars. Die Kapazität sollte auf rund 26.000 Zuschauer steigen. Die Arbeiten an der Tribüne sollten zum Saisonbeginn der Aviva Premiership Rugby 2015/16 abgeschlossen sein. Einige Einrichtungen wie die Büroräume und die Lounge waren nicht vor Dezember 2015 verfügbar.
Im Oktober 2020 wurde der Finanzdienstleister Mattioli Woods Namenssponsor des Welford Road Stadium. Der Vertrag hat eine Laufzeit von fünf Jahren.

## Tribünen
- North Stand: Haupttribüne, Nord
- Breedon Stand: Gegentribüne, Süd
- Mattioli Woods Stand: Hintertortribüne, Ost
- Beehive Money Stand: Hintertortribüne, West

## Spiele der Rugby-Union-Weltmeisterschaften im Welford Road Stadium
Insgesamt wurden zwei WM-Gruppenspiele im Stadion der Tigers austragen. Bei der Rugby-Union-Weltmeisterschaft 2015 wurden Spiele im größeren King Power Stadium ausgetragen.
- Rugby-Union-Weltmeisterschaft 1991
  - 13. Oktober 1991, Gruppe A:  Italien –  Neuseeland 21:31

- Rugby-Union-Weltmeisterschaft 1999
  - 10. Oktober 1999, Gruppe 2:  Italien –  Tonga 25:28

## Galerie

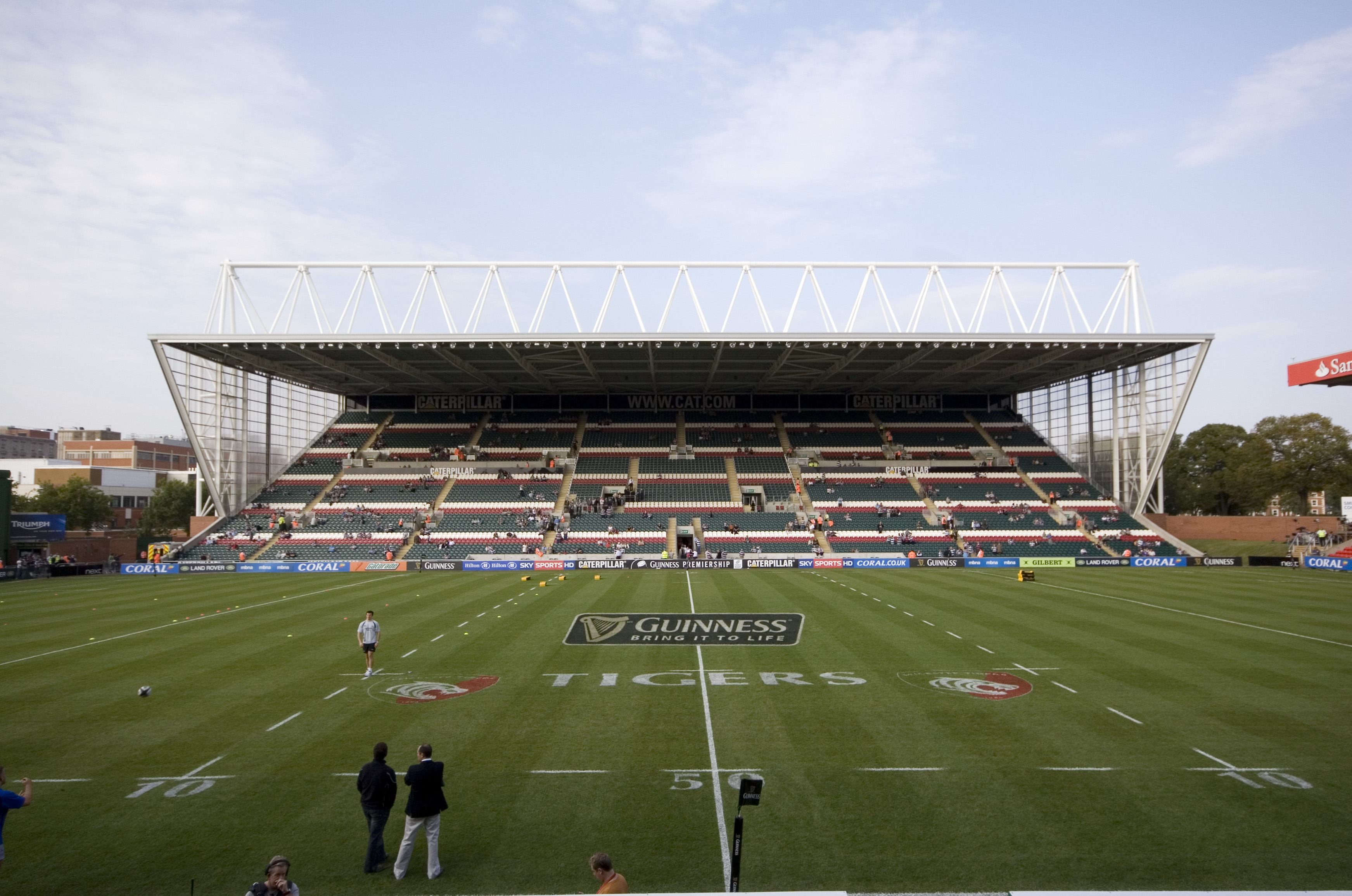
Der 2009 eröffnete North Stand im Welford Road Stadium
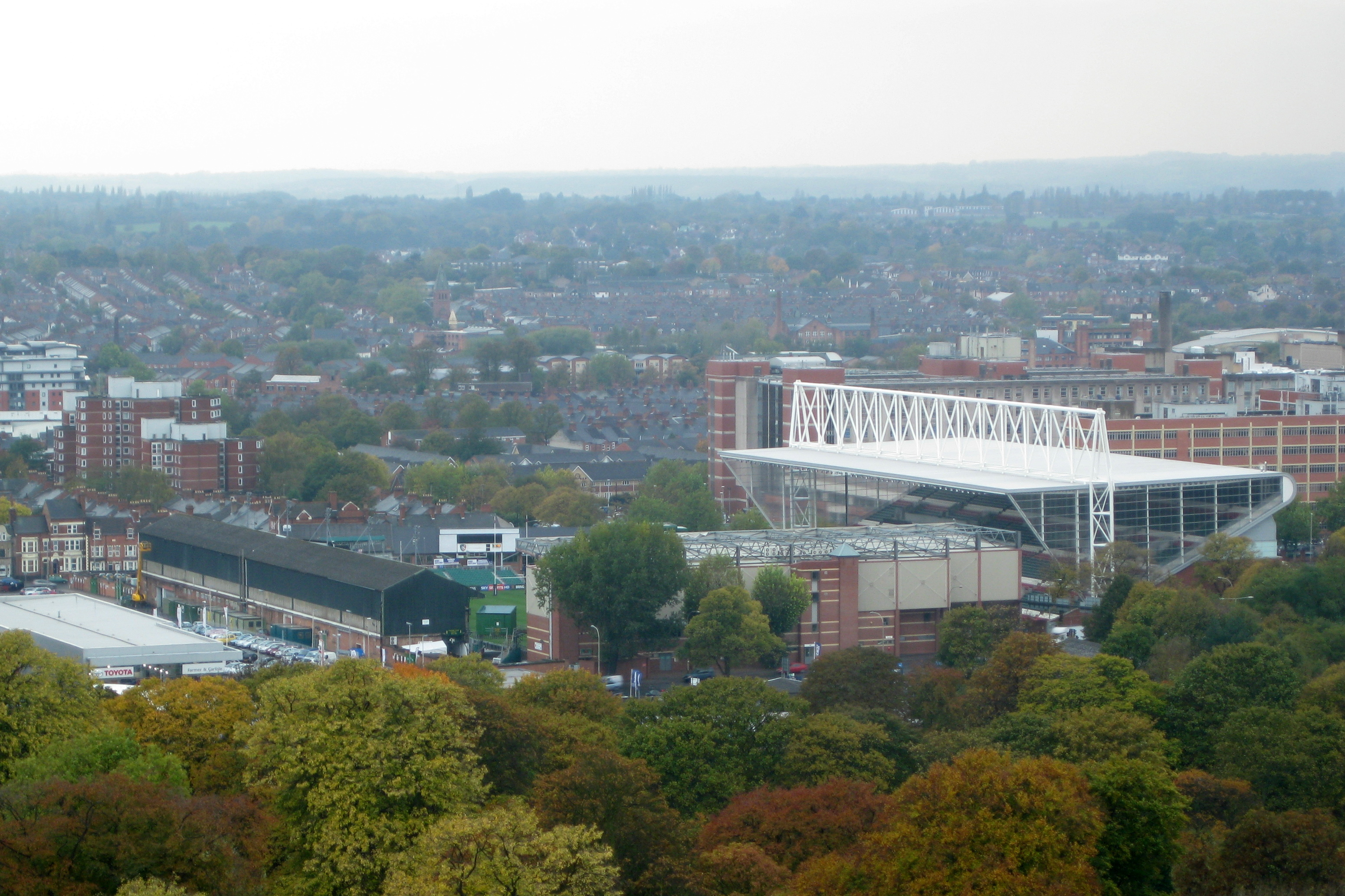
Das Stadion fotografiert vom Attenborough Building der University of Leicester
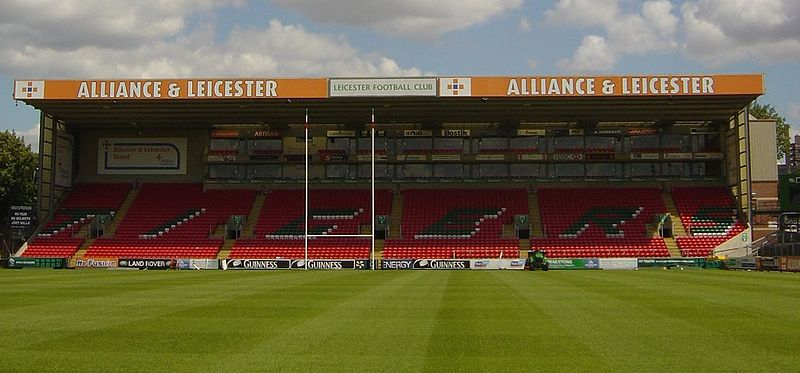
Der Mattioli Woods Stand hieß früher Alliance & Leicester Stand und Goldsmiths Stand
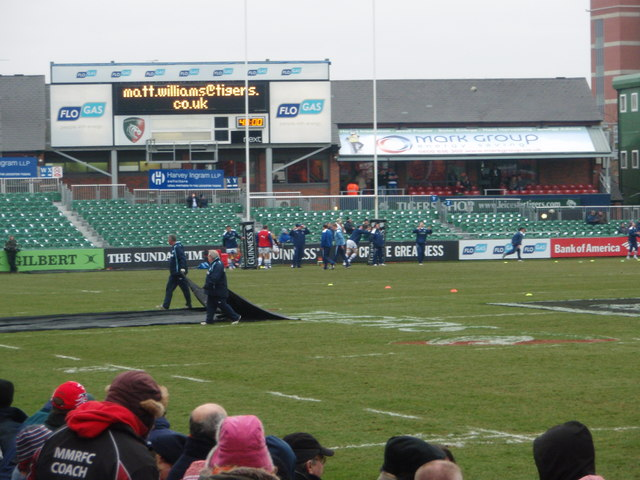
Der Clubhouse Stand (heute: Beehive Money Stand), der 2015 erneuert wurde
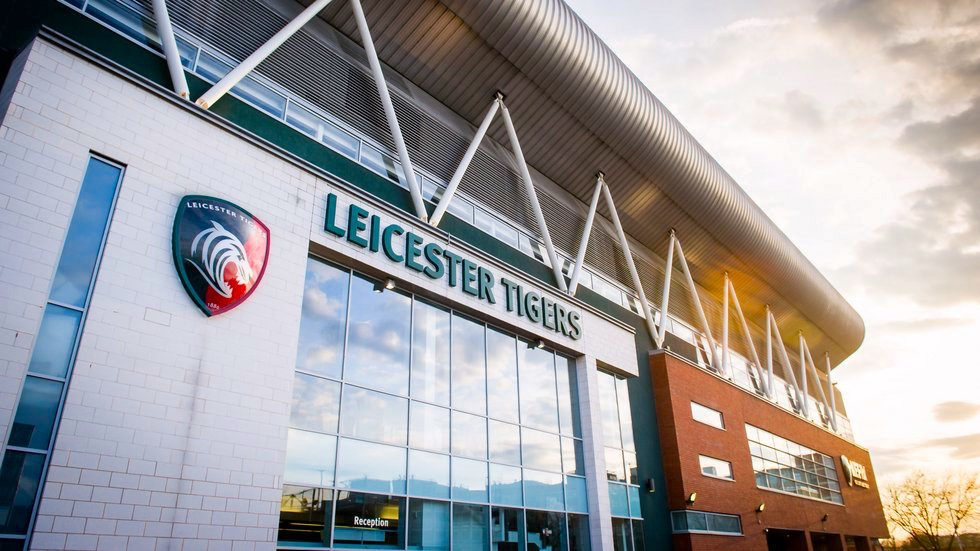
Fassade der Welford Road (2017)